# بحوث هيندنبورغ
بحوث هيندنبورغ هي شركة أبحاث استثمار أمريكية أسسها ناثان أندرسون في عام 2017. سميت على اسم كارثة هيندنبورغ عام 1937، والتي وصفوها بأنها كارثة من صنع الإنسان يمكن تجنبها، تُنشئ الشركة تقارير عامة عبر موقعها الإلكتروني عن الاحتيال والمخالفات في الشركات.